# Impaled
Impaled es un grupo de Death Metal y Goregrind, originario de Oakland, California.

## Historia
La banda fue formada por el guitarrista Sean McGrath en 1996, quien se unió con el baterista Raúl Varela, el guitarrista Jared Deaver (anteriormente del grupo Deeds of Flesh y Severed Savior) y el bajista Ron Dorn quien hizo un demo "Septic Vomit" que lo grabó en 1998.

## Miembros
- Sean ``Bloodbath`` McGrath - Guitarras, Vocales.
- Dr. Jason Kocol, MD. - Guitarras, Vocales.
- Ross Sewage - Bajo, Vocales
- Raul Varela - Batería

## Discografía
- Septic Vomit [DEMO] (1997)
- From Here To Colostomy [DEMO] (1999)
- The Dead Shall Dead Remain (2000)
- Medical Waste [EP] (2002)
- Mondo Medicale (2002)
- Death After Life (2005)
- Digital Autopsy [EP] (2007)
- The Last Gasp (2007)
- The Dead Still Dead Remain (2013)

- Datos: Q1660237